# Стари ДИФ
Градски центар за физичку културу „Стари ДИФ”, налази се су Делиградској улици у Београду, на општини Савски венац. Зграда је подигнута за потребе Соколског дома „Матица“ у периоду 1929–1936. године, по пројекту чувеног архитекте Момира Коруновића, отворена 1. марта 1936. Заведена је као споменик културе под бројем СК 1967. Већ 1938. у центру почиње да ради школа за телесно васпитање, која је обучавала будуће наставнике средњих и основних школа. Сликар Живорад Настасијевић је почетком 1941. у свечаној сали завршио фреску од 43 квадратна метра „За част Отаџбине”, која је представљала краља Петра I током Албанске голготе а требало је да буде свечано откривена када његов унук ступи на престо.
Већ 1946. одлуком Владе тадашње ФНРЈ, оснива се Државни институт за фискултуру, као високошколска установа. 
Након 30 година, тачније 1968. институт се сели у нову зграду у Кошутњаку (данас Факултет спорта и физичког васпитања). Након тога зграда у Делиградској улици предата је Градском центру за физичку културу, који остаје познат као „Стари ДИФ”. Центар поседује неколико сала за фудбал, кошарку, рукомет, одбојку, гимнастику, затим одржава програме фитнеса и кардио-фитнеса, има мали и велики базен, свечану салу, амбуланту и др.